# Cueva de Hoyo Guardia
La cueva de Hoyo Guardia es una gruta situada en el municipio albaceteño de Riópar.

## Descripción
La cueva, nacedero del río Mundo, viene descrita por Gabriel Puig y Larraz en la obra titulada Cavernas y simas de España (1896) con las siguientes palabras:

Cueva de Hoyo Guardia, de los Chorros de Royo Guarda, de la Almenara, del Mundo.―Con todos estos nombres y quizá con algunos más que ignoramos, se halla designada esta caverna, por la que sale formando una hermosa cascada el río Mundo; hállase situada á seis leguas de Alcaraz, á corta distancia de las conocidas fábricas de latón llamadas de San Juan; es la caverna de acceso sumamente difícil y peligroso, pues no existe más que una estrecha senda, poco hollada, muy pendiente y por la que no puede transitar más que una persona, y ésta tiene que andar con mucho cuidado para no despeñarse. En lo alto de la senda y á la boca de la cueva, hay como una meseta de unos cinco metros de ancha por donde corren las aguas á nivel antes de precipitarse, formando la cascada á que antes nos referimos. La boca, de una amplitud de unos 15 metros, es semicircular y da paso á un gran anchuró ó vestíbulo y á una ancha galería, por cuyo centro va el río por u n álveo más profundo que el piso de la cueva, de modo que puede caminarse sin peligro de mojarse por ambos lados de la corriente; la amplitud de la boca permite avanzar sin luz artificial cosa de unos 80 á 90 metros; puede seguirse por más tiempo unos 200 metros más, hasta un sitio en que hay una estrechura que nadie se ha atrevido á franquear.
(Puig y Larraz, 1896, pp. 13-14)